# Al-Qa'im bi-amr Allah
al-Qa'im bi-Amr Allah (arabo القائم بأمر الله; Salamiyya, 893 – Mahdia, 17 maggio 946) è stato il secondo Imam fatimide e il 12º Imam ismailita.
Abū l-Qāsim Muḥammad b. ʿUbayd Allāh al-Mahdi, detto al-Qāʾim bi-amr Allāh (Colui che esegue il dettame di Dio), fu designato dal padre Ubayd Allah al-Mahdi suo successore nel 912 e regnò come Imam dal 934 al 946. Alla sua morte gli succedette il figlio al-Mansur bi-llah (o bi-nasr Allah) (946-953).

## Storia
L'Imamato di al-Qāʾim fu in buona parte assorbito dal suo reiterato tentativo di conquistare l'Egitto ikhshidide, aprendosi così a est la strada per la Mesopotamia e la distruzione del Califfato abbaside sunnita.
Le sue campagne egiziane (914-915 e 919-921) registrarono però un completo fallimento, dovuto essenzialmente alla pochezza dei mezzi impiegati e per la grossolana sottovalutazione della potenza egiziana, in grado non solo di resistere ma di infliggere colpi severi ai Fatimidi ismailiti, e per una rivolta interna di stampo kharigita.
Dal 944 al 947, l'Imamato soffrì la gravissima rivolta del kharigita Abu Yazid (il cosiddetto "Uomo dell'asino"), che ebbe un forte sostegno dalle popolazioni berbere kharigite delle montagne dell'Aurès (est dell'attuale Algeria). 
Ogni risorsa fu allora impiegata per mantenere sotto controllo l'Imamato ma al-Qāʾim morì prima di poter vedere finalmente prevalere le sue forze militari .